# Dactylolabis (Dactylolabis) mokanica
Dactylolabis (Dactylolabis) mokanica is een tweevleugelige uit de familie steltmuggen (Limoniidae). De soort komt voor in het Palearctisch gebied.